# 마루가메 제면

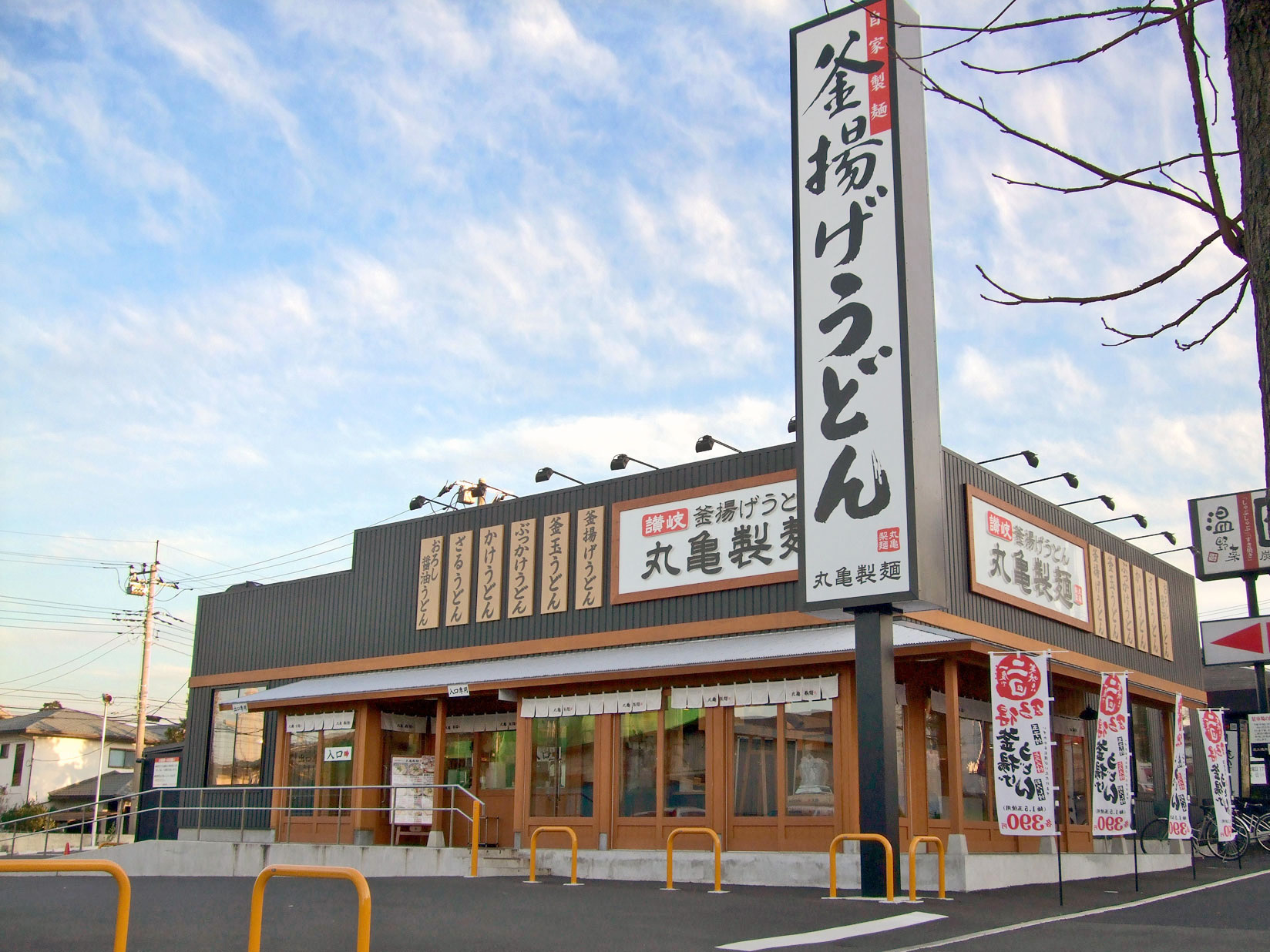
지바현 마쓰도시에 있는 마루가메 제면 점포

마루가메 제면(일본어: 丸亀製麺)은 일본의 우동 전문 체인점이다.
2000년에 효고현 가코가와시에서 처음 문을 열었으며, 일본 외에 12개국에 진출해 2018년 기준으로 약 1,000개 점포를 운영하고 있다.
대한민국에는 2012년에 서울특별시 마포구에 있는 홍대앞에서 처음 개업하였고, 12개의 점포를 운영하였다.